# ハイラインレコーズ
ハイラインレコーズ（HIGHLINE RECORDS）は、東京都世田谷区下北沢にあるレコードショップ、及びインディーズレーベル。
これまでにBUMP OF CHICKEN（第一弾のアーティストでもある）などを輩出。新人アーティストのデモテープを置き、販売数の多いバンドの音源を自主レーベルから出すというシステムが確立されている。
HI-SPLIT、HI-STYLEなどの若手バンドのコンピレーション・アルバムを制作し、販売も行なっていた。

## 沿革
1997年2月、スペースシャワーTVを運営するスペースシャワーネットワークの子会社・株式会社ハイラインレコーズ設立、同年4月オープン。なお、1999年には同じビルにセップ（現・株式会社スペースシャワーTV）の運営によるミュージックカフェ「スペースシャワーブランチ」をオープンさせたが2005年閉店。
2002年4月、同じスペースシャワーの子会社で音源制作会社の株式会社オト・ゲノムと合併したが、2003年3月解散。
現在のハイラインレコードは、株式会社UKプロジェクト（UK PROJECT）の子会社として2002年1月設立された株式会社ハイラインによって運営されている。
2008年7月15日、その11年に及ぶ歴史に幕を閉じた。

## アーティスト一覧
- BUMP OF CHICKEN（TOY'S FACTORYに移籍）
- NANANINE（ワーナーミュージック・ジャパンに移籍）
- Bacon
- 自由人
- Good Dog Happy Men
- BANK$
- ジァイアントステップ
- wagon
- おとぎ話
- HEAD GOOD TV
- UNDER THE COUNTER
- BUNGEE JUMP FESTIVAL（自主レーベル武蔵野レコード立ち上げ）